# Ferroplasma
Az Ferroplasma a Ferroplasmaceae család egy neme.
Három faja van. A típusfaja az F. acidophilum egy acidofil, vas oxidáló szervezet. Általában megtalálható a savas bányameddőkben, főleg az erősen savas bányavízben, ahol más organizmusok például a Acidithiobacillus  és a Leptospirillum csökkentik a környezet pH-ját, ott az obligát acidofil F. acidophilum virágzik.

### Tudományos folyóiratok
- Golyshina OV, Pivovarova TA, Karavaiko GI (2000. május 1.). „Ferroplasma acidiphilum gen. nov., sp. nov., an acidophilic, autotrophic, ferrous-iron-oxidizing, cell-wall-lacking, mesophilic member of the Ferroplasmaceae fam. nov., comprising a distinct lineage of the Archaea”. Int. J. Syst. Evol. Microbiol. 50 (3), 997–1006. o. [2023. november 13-i dátummal az eredetiből archiválva]. DOI:10.1099/00207713-50-3-997. PMID 10843038. (Hozzáférés: 2015. augusztus 28.)

### Tudományos könyvek
- Madigan, M.T. and Martinko, J.M.. Brock Biology of Microorganisms, 11th Ed.. Pearson Prentice Hall (2005. március 20.)

### Tudományos adatbázisok
- Ferroplasma PubMed hivatkozásai
- Ferroplasma PubMed Central hivatkozásai
- Ferroplasma Google Scholar hivatkozásai